# Polaskia chichipe

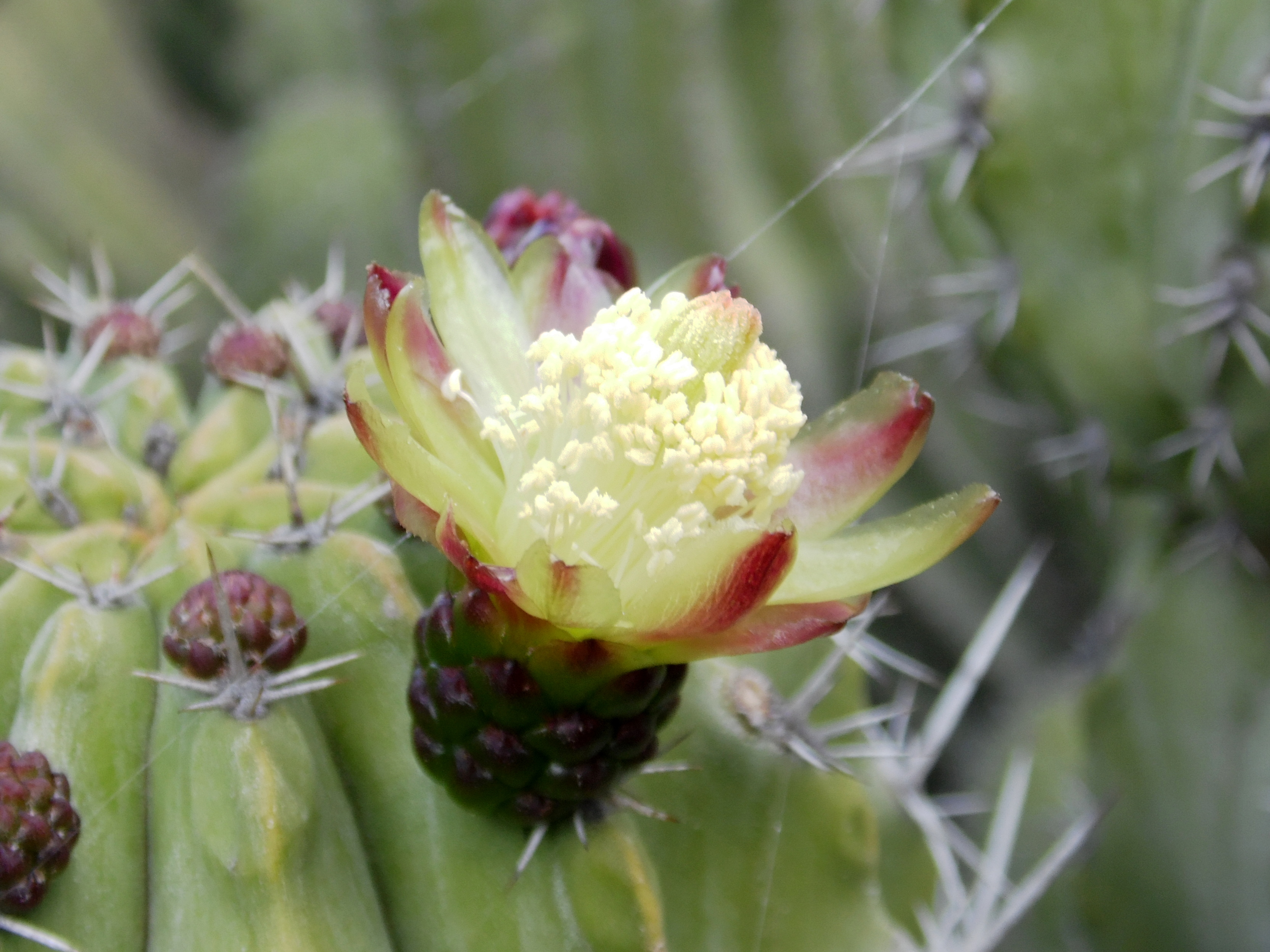
Blüte

Polaskia chichipe ist eine Pflanzenart in der Gattung Polaskia aus der Familie der Kakteengewächse (Cactaceae). Das Artepitheton chichipe verweist auf den spanischen Trivialnamen „Chichipe“. Weitere spanische Trivialnamen sind „Chichibe“, „Chichitun“ und „Chichituna“.

## Beschreibung
Polaskia chichipe wächst baumförmig, verzweigt in der Nähe der Triebspitzen und bildet auffällige Kronen. Sie erreicht Wuchshöhen von bis 4 Metern und bildet manchmal einen deutlichen Stamm aus. Die grünen, etwas bogigen Triebe sind unter 1 Meter lang und weisen Durchmesser von bis 7 Zentimetern auf. Es sind 9 bis 12 scharfkantige, rückseits etwas bogig gewellte Rippen vorhanden, die bis 2 Zentimeter hoch sind. Die Areolen sind 1 bis 1,5 Zentimeter voneinander entfernt. Die Dornen sind grau und besitzen eine dunklere Spitze. Der einzelne Mitteldorn ist bis 1,5 Zentimeter, die 6 bis 8 Randdornen 0,3 bis 1,5 Zentimeter lang.
Die gelblich grünen bis cremeweißen Blüten öffnen sich in der Nacht. Sie sind bis 4 Zentimeter lang und erreichen Durchmesser von 3 bis 4 Zentimetern. Ihr Perikarpell ist kahl. Die kugelförmigen Früchte sind tief rötlich purpurfarben und weisen Durchmesser bis 2,5 Zentimeter auf.

## Verbreitung, Systematik und Gefährdung
Polaskia chichipe ist in den mexikanischen Bundesstaaten Oaxaca und Puebla verbreitet.
Die Erstbeschreibung als Cereus chichipe wurde 1905 durch Robert Roland-Gosselin veröffentlicht. Curt Backeberg stellte die Art 1949 in die Gattung Polaskia.
In der Roten Liste gefährdeter Arten der IUCN wird die Art als „Least Concern (LC)“, d. h. als nicht gefährdet geführt.

## Nachweise